# Dent Blanche
La Dent Blanche es una montaña en los Alpes Peninos, de forma piramidal. Se encuentra en el Cantón del Valais, en el municipio de Evolène (distrito de Hérens), y de este municipio constituyó uno de los símbolos más característicos.

## Altura
La altura aparece de manera distinta según la cartografía. La lista oficial de los cuatromiles de los Alpes, publicada por la UIAA en su boletín n.º 145, de marzo de 1994, indica que según la cartografía suiza más reciente, su cota es 4.357 m. En el libro Cuatromiles de los Alpes por rutas normales, Richard Goedeke indica 4.356 m.

## Clasificación SOIUSA
Según la clasificación SOIUSA, la Dent Blanche da su nombre a un grupo con el código I/B-9.II-C.5. Forma parte del gran sector de los Alpes del noroeste, sección de los Alpes Peninos, subsección Alpes del Weisshorn y del Cervino, supergrupo Cadena Dent Blanche-Grand Cornier.

## Características
La montaña forma parte de la llamada corona imperial, junto con montañas que forman una herradura: Les Diablons (3.609 m), el Bishorn (4.153 m), el Weisshorn (4.505 m), el Schalihorn (3.974 m), el Zinalrothorn (4.221 m), el Trifthorn (3.728 m), el Obergabelhorn (4.062 m), el mont Durand (3.712 m), la Pointe de Zinal (3.790 m), la Dent Blanche (4.356 m), el Grand Cornier (3.961 m), el Pigne de la Lé (3.396 m), y Gardes de Bordon (3.310 m), y en el centro de esta gigantesca parábola el Monte Besso (3.667 m).

## Vía de ascenso
La vía normal de ascenso (AD) se desarrolla por el Val d'Hérens recorriendo el glaciar de Manzette y sirviéndose de la cabaña de la Dent-Blanche (3.507 m), refugio alpino del Club Alpino Suizo.

## Historia
El primer ascenso a la cima se realizó el 18 de julio de 1862 por parte de William Wigram y Thomas Stuart Kennedy acompañados por los guías Jean Baptiste Croz y Johann Kronig.

## Curiosidad
El 150.º aniversario de la conquista de la Dent Blanche ha sido subrayado por muchas manifestaciones en el Val d'Hérens; entre ellas, el ascenso a la cima de un alpinista ciego acompañado por una guía especializada.

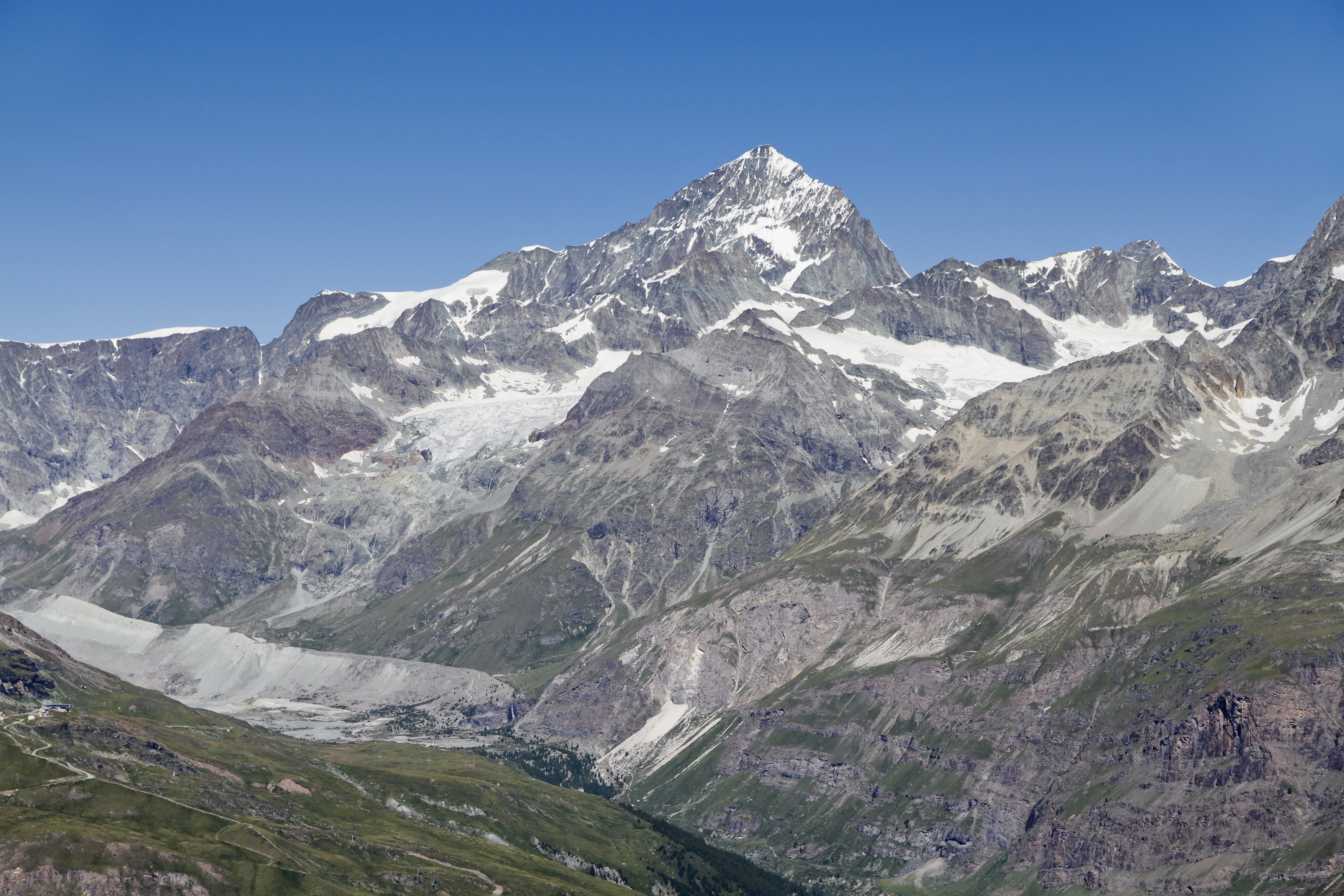
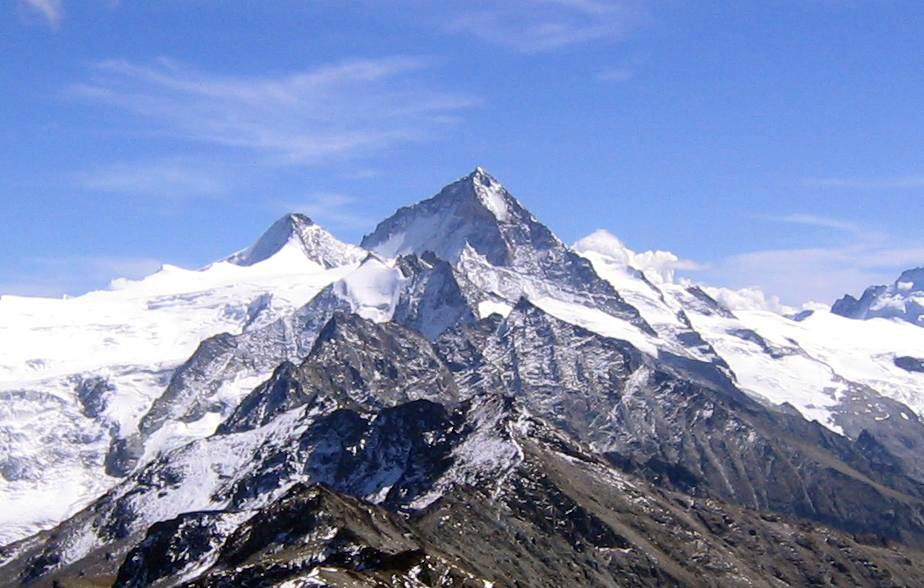
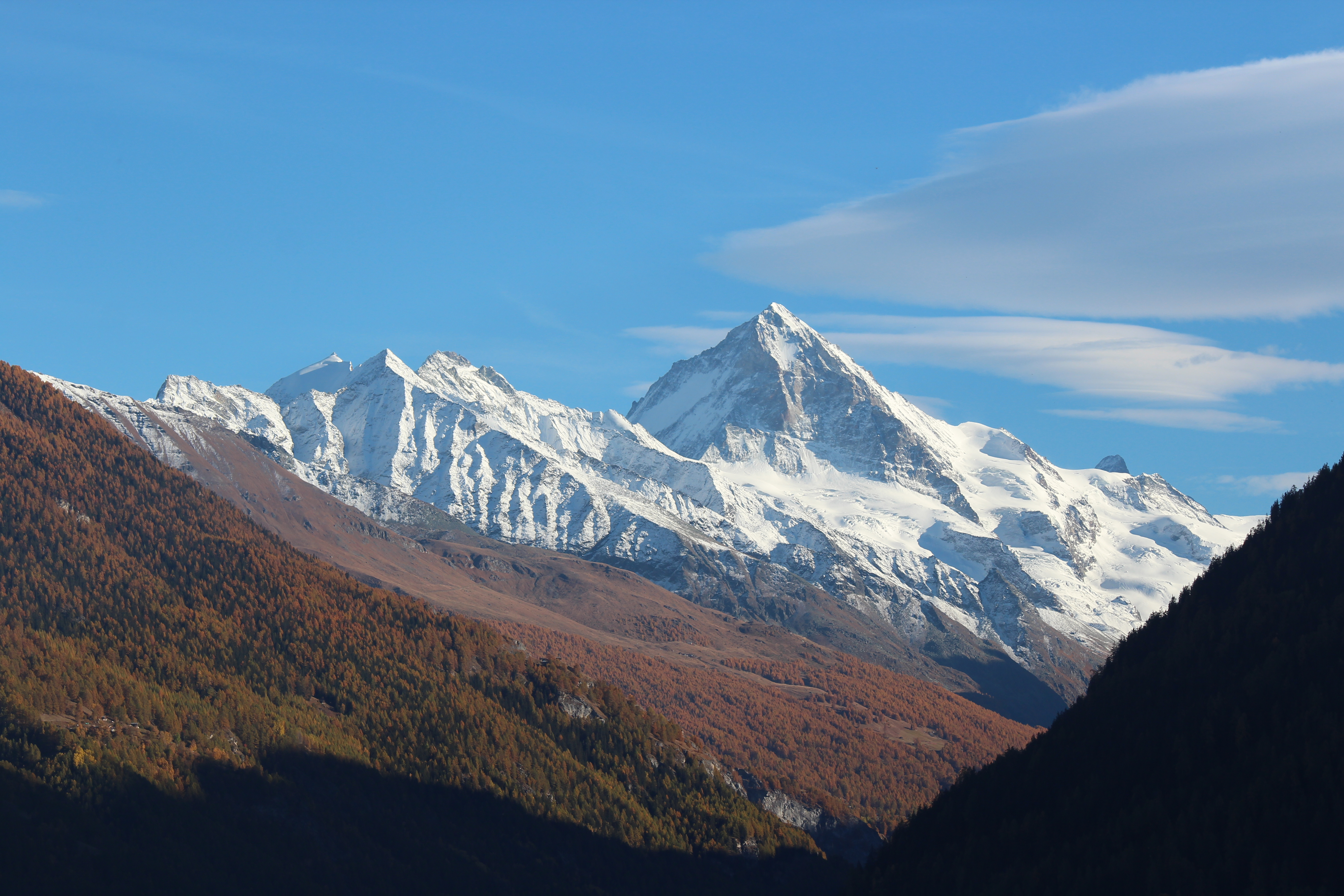